# Firminy
Firminy (Firminiaco: "place of Firmin") là một xã trong tỉnh Loire miền trung nước Pháp.